# Museu del Pessebre de Catalunya
El Museu del Pessebre de Catalunya és un museu d’art, iconografia, història i antropologia situat a Montblanc, capital de la Conca de Barberà. La missió del museu és preservar el patrimoni pessebrístic català i crear un espai on conservar les col·leccions de figures i diorames i, alhora, divulgar i ensenyar l’art del pessebrisme.

## Equipament

### La façana exterior
La façana recrea el portal del pessebre, i la parra i la reixa de ferro són elements que representen la Conca de Barberà, ja que la vinya ha sigut un dels elements més estesos en aquesta zona.

### L'interior

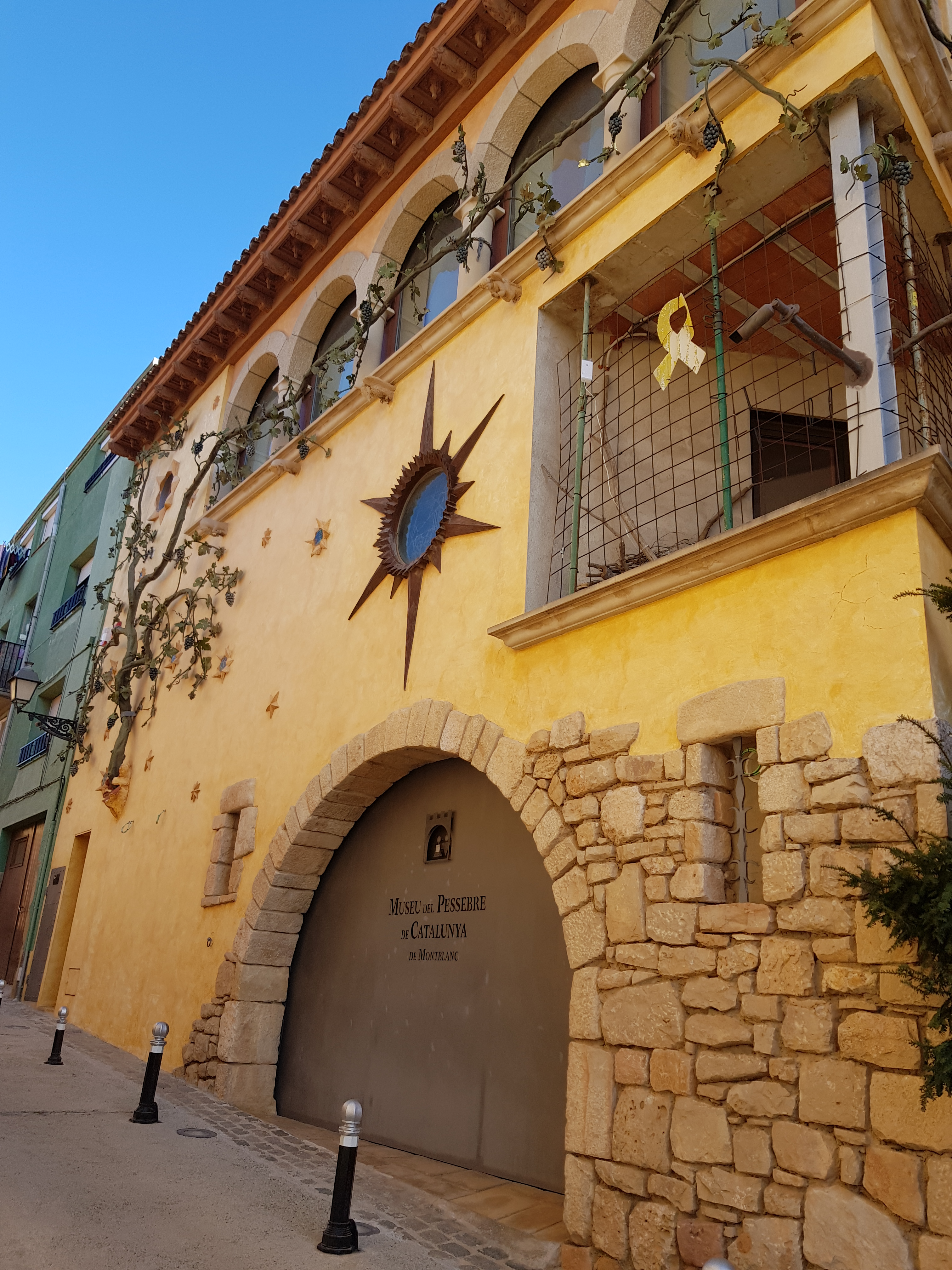
Façana exterior

A la planta baixa, s’hi inicia el recorregut amb l'ambientació de l'època: carretons basats en l’arquitectura hebrea i, a través de les finestres i obertures de les cases, s’hi veuen diorames de pessebre.
A la primer planta, que rep el nom de Sala dels Calvaris, s’hi troben diorames que representen la vida adulta de Jesús. Aquests diorames són dins d’unes roques envoltades per oliveres mil·lenàries, arbre emblemàtic de la Passió.
Pel que fa a la segona planta, hi acull una exposició monogràfica de cinquanta diorames fabricats pel dioramista i paisagista Joan Mestres i Baixas. I, a la tercera planta s’hi troba l’Escola-Taller de Pessebrisme, on s’hi fan programes amb la finalitat d'experimentar el procés de creació d’un diorama.

## Història

### Inici del projecte
Ismael Porta i Teresa Bordell són els impulsors del projecte del Museu del Pessebre de Catalunya, amb la intenció de preservar les col·leccions de figures i diorames del pesssebrisme. La construcció del museu va començar l’any 1999 i tots els professionals que hi van contribuir van concebre el museu com una gran obra artística.

### Inauguració del Museu
La inauguració institucional del Museu del Pessebre de Catalunya va tenir lloc el 15 de desembre de 2018, i va comptar amb la presència i les intervencions de diferents personalitats polítiques catalanes.

## Col·lecció
El museu exhibeix una col·lecció permanent de 250 diorames i més de 2.500 figures humanes i animals.